# فهرست قهرمانان لیگ فوتبال ایران
قهرمانان لیگ فوتبال ایران، باشگاه‌های فوتبالی هستند که از سال ۱۳۴۹ تاکنون در بالاترین دستهٔ لیگ فوتبال ایران شرکت کرده و به مقام نخست رسیده‌اند. قهرمان لیگ ایران، به عنوان نمایندهٔ فوتبال ایران جواز شرکت در معتبرترین رقابت‌های باشگاهی فوتبال آسیا – هم‌اکنونلیگ نخبگان آسیا،پیشتر لیگ قهرمانان آسیا و جام باشگاه‌های آسیا – را هم به‌دست می‌آورد. پنج دورهٔ لیگ کشوری در ایران برگزار شده‌است و ۸ باشگاه موفق به قهرمانی لیگ ایران شده‌اند. هشت باشگاه قهرمانان لیگ ایران عبارتند از: تاج/استقلال تهران، پرسپولیس، پاس تهران، سایپا تهران/کرج، سپاهان اصفهان، فولاد خوزستان ، استقلال خوزستانو تراکتور تبریز.
```
باشگاه فوتبال پرسپولیس
 با ۱۶ عنوان قهرمانی، بیشترین قهرمانی را در لیگ برتر خلیج فارس دارد. 
باشگاه استقلال
 با ۱۰ بار قهرمانی دومین تیم پرافتخار لیگ است، اما در کل باشگاه استقلال با ۵۵ قهرمانی رسمی و غیر رسمی پرافتخارترین تیم ایرانی است.،
[
۲
]
 
سپاهان
 ۶ بار، 
پاس
 ۵ بار، 
سایپا
 ۳ بار، 
فولاد
 ۲ بار، 
استقلال خوزستان
 و 
تراکتور
 هر کدام ۱ بار  قهرمانی را تجربه کرده‌اند.
[
۲
]
```

از ۱۳۴۹ تاکنون، لیگ فوتبال ایران با نام‌ها و به شکل‌های مختلفی برگزار شده‌است. هم‌اکنون لیگ برتر فوتبال ایران تحت عنوان جام خلیج فارس بالاترین و معتبرترین سطح لیگ فوتبال در ایران است و هر فصل آن در ۲ سال پیاپی با شرکت ۱۶ تیم از سراسر کشور و به‌صورت دوره‌ای و رفت و برگشت برگزار می‌گردد. باشگاه استقلال تهران با کسب ۳۹ عنوان قهرمانی و ۲۹ نایب قهرمانی در جام های رسمی، پرافتخارترین باشگاه ایران است و پس از آن باشگاه پرسپولیس تهران با ۳۷ عنوان قهرمانی و ۲۲ نایب قهرمانی قرار دارد.

## پیشینه

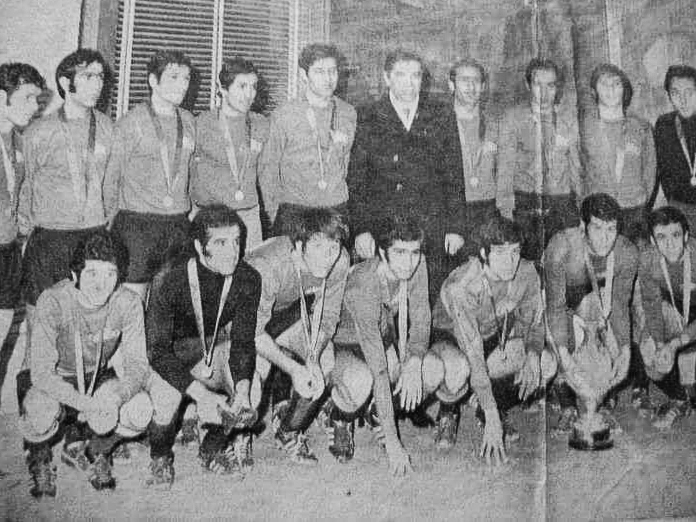
باشگاه فوتبال تاج تهران قهرمان نخستین دوره لیگ فوتبال ایران شد.

فوتبال باشگاهی در ایران سابقهٔ زیادی دارد؛ اما برگزاری مسابقاتی منظم و در سطح کشوری، با فراز و نشیب‌های زیادی همراه بوده‌است. نخستین جرقه‌های لیگ فوتبال در ایران در سال‌های ۱۳۳۶ زده شد و یک سری مسابقات باشگاهی با نام جام قهرمانی ایران برگزار شد. باشگاه فوتبال تاج تهران در سال ۱۳۳۶، جم آبادان در سال ۱۳۳۹ دارایی در سال ۱۳۴۱، سپاهان در سال ۱۳۴۲ ، پاس در سال ۱۳۴۴ و ۱۳۴۶ و ۱۳۴۷ و پیکان در سال ۱۳۴۸ در این مسابقات قهرمان شدند.
نخستین دوره لیگ فوتبال باشگاهی کشوری در ایران که به‌طور منظم برگزار شد، جام منطقه‌ای ایران ۱۳۴۹ بود. این مسابقات با شرکت ۲۲ تیم در ۸ منطقهٔ کشور برگزار شد و تاج با قهرمانی در این مسابقات، قهرمان نخستین لیگ منظم و کشوری در ایران لقب گرفت. سال بعد یک دورهٔ دیگر نیز از جام منطقه‌ای برگزار شد که در آن پرسپولیس قهرمان جام شد.
در دههٔ ۵۰، جام تخت جمشید لیگ فوتبال اصلی در ایران بود که نخستین دورهٔ آن در سال ۱۳۵۲ با قهرمانی پرسپولیس آغاز شد و ۵ دوره به‌صورت دوره‌ای و رفت‌وبرگشتی برگزار گردید. ۲ دوره اول این جام با شرکت ۱۲ تیم و ۳ دوره بعدی آن با ۱۶ تیم برگزار شد. در این زمان به جز تهران که باشگاه‌هایش قهرمان بلامنازع این رقابت‌ها بودند، گیلان و خوزستان از مراکز مهم بودند.
در حالی که ششمین دوره جام تخت جمشید در حال برگزاری بود، انقلاب ایران اتفاق افتاد و این مسابقات را نیمه‌کاره گذاشت. به دنبال انقلاب، لیگ ایران به مدت ۱۱ سال تعطیل شد. در زمان جنگ ایران و عراق و تعطیلی لیگ کشوری، از سال ۶۴ لیگ‌های استانی شروع به فعالیت کردند. مسابقات جام قدس بدون شرکت باشگاه‌ها و با تیم‌های استانی برگزار شد که استان تهران و استان اصفهان موفق به قهرمانی شدند. پس از جنگ، یک دوره از جام قدس در سال‌های ۶۹–۱۳۶۸ به صورت لیگ کشوری و با شرکت ۲۲ تیم که شامل ۴ تیم از تهران و ۱۸ تیم از شهرستان‌ها بود با قهرمانی استقلال به پایان رسید که نخستین لیگ بعد از انقلاب محسوب می‌شود.
در سال ۱۳۷۰، لیگ فوتبال ایران با نام جام آزادگان دوباره زنده شد و پاس نخستین قهرمان آن شد. ۱۰ دوره از جام آزادگان تا سال ۱۳۸۰ برگزار شد. در دههٔ ۷۰ خوزستان که هنوز اثرات جنگ بر آن باقی بود، از صحنه کنار رفت و خراسان و آذربایجان به عنوان مراکز جدید استعداد فوتبال ایران سر برآوردند اما همچنان هیچ باشگاه خارج از تهرانی موفق به قهرمانی نشده‌بود.
در سال ۱۳۸۰، لیگ حرفه‌ای ایران آغاز به‌کار کرد و پرسپولیس در نخستین دورهٔ آن قهرمان شد. این مسابقات تحت عنوان لیگ برتر فوتبال ایران جام خلیج فارس از سال ۱۳۸۰ تاکنون در حال برگزاری است. در این دوره برای نخستین بار تیم‌های شهرستانی موفق به قهرمانی در لیگ ایران شدند. سپاهان از اصفهان، فولاد و استقلال خوزستان از اهواز تنها قهرمانان شهرستانی لیگ ایران هستند. پرسپولیس در طول دوران لیگ برتر با ۹ قهرمانی بیش از هر باشگاه دیگری قهرمان این لیگ شده و تنها تیمی است که موفق شده ۵ دورهٔ پی‌درپی قهرمان لیگ برتر شود.

## فهرست
| فصل           | قهرمان                           | نایب‌قهرمان                       | سوم                              | آقای گل                                         | آقای گل                          | منابع        |
| ------------- | -------------------------------- | -------------------------------- | -------------------------------- | ----------------------------------------------- | -------------------------------- | ------------ |
| جام منطقه‌ای   |                                  |                                  |                                  |                                                 |                                  |              |
| ۱۳۴۹          | تاج (۱)                          | پاس                              | تاج آبادان                       | حسین کلانی (پرسپولیس)                           | ۶                                | [ ۲ ] [ ۱۰ ] |
| ۱۳۵۰          | پرسپولیس (۱)                     | پاس                              | تاج                              | حسین کلانی (پرسپولیس) صفر ایرانپاک (پرسپولیس)   | ۱۱                               | [ ۲ ] [ ۱۱ ] |
| جام تخت جمشید |                                  |                                  |                                  |                                                 |                                  |              |
| ۱۳۵۲          | پرسپولیس (۲)                     | تاج                              | پاس                              | غلامحسین مظلومی (تاج)                           | ۱۵                               | [ ۲ ] [ ۱۲ ] |
| ۱۳۵۳          | تاج (۲)                          | پرسپولیس                         | هما                              | غلامحسین مظلومی (تاج) عزیز اسپندار (ملوان)      | ۱۰                               | [ ۲ ] [ ۱۳ ] |
| ۱۳۵۴          | پرسپولیس (۳)                     | هما                              | پاس                              | ناصر نورایی (هما)                               | ۱۸                               | [ ۲ ] [ ۱۴ ] |
| ۱۳۵۵          | پاس (۱)                          | پرسپولیس                         | شهباز                            | غلامحسین مظلومی (شهباز)                         | ۱۹                               | [ ۲ ] [ ۱۵ ] |
| ۱۳۵۶          | پاس (۲)                          | پرسپولیس                         | ملوان                            | عزیز اسپندار (ملوان)                            | ۱۶                               | [ ۲ ] [ ۱۶ ] |
| ۱۳۵۷          | به دلیل انقلاب ایران ناتمام ماند | به دلیل انقلاب ایران ناتمام ماند | به دلیل انقلاب ایران ناتمام ماند | به دلیل انقلاب ایران ناتمام ماند                | به دلیل انقلاب ایران ناتمام ماند | [ ۲ ] [ ۱۷ ] |
| جام قدس       |                                  |                                  |                                  |                                                 |                                  |              |
| ۶۹–۱۳۶۸       | استقلال (۳)                      | پرسپولیس                         | ملوان                            | محمد احمدزاده (ملوان)                           | ۱۶                               | [ ۲ ] [ ۱۸ ] |
| جام آزادگان   |                                  |                                  |                                  |                                                 |                                  |              |
| ۷۱–۱۳۷۰       | پاس (۳)                          | استقلال                          | پرسپولیس                         | فرشاد پیوس (پرسپولیس)                           | ۱۱                               | [ ۲ ] [ ۱۹ ] |
| ۱۳۷۱          | پاس (۴)                          | پرسپولیس                         | کشاورز – تراکتورسازی             | جمشید شاه‌محمدی (کشاورز)                         | ۱۱                               | [ ۲ ] [ ۲۱ ] |
| ۱۳۷۲          | سایپا (۱)                        | پرسپولیس                         | جنوب اهواز                       | عباس سیمکانی (ذوب‌آهن)                           | ۱۷                               | [ ۲ ] [ ۲۲ ] |
| ۱۳۷۳          | سایپا (۲)                        | استقلال                          | کشاورز                           | فرشاد پیوس (پرسپولیس)                           | ۲۰                               | [ ۲ ] [ ۲۴ ] |
| ۱۳۷۴          | پرسپولیس (۴)                     | بهمن                             | استقلال                          | محمد مؤمنی (پلی‌اکریل)                           | ۱۹                               | [ ۲ ] [ ۲۵ ] |
| ۷۶–۱۳۷۵       | پرسپولیس (۵)                     | بهمن                             | سپاهان                           | علی‌اصغر مدیرروستا (بهمن)                        | ۱۸                               | [ ۲ ] [ ۲۶ ] |
| ۷۷–۱۳۷۶       | استقلال (۴)                      | پاس                              | ذوب‌آهن                           | حسین خطیبی (تراکتور)                            | ۱۶                               | [ ۲ ] [ ۲۷ ] |
| ۷۸–۱۳۷۷       | پرسپولیس (۶)                     | استقلال                          | سپاهان                           | عبدالجلیل گل‌چشمه (ابومسلم) کوروش برمک (تراکتور) | ۱۴                               | [ ۲ ] [ ۲۸ ] |
| ۷۹–۱۳۷۸       | پرسپولیس (۷)                     | استقلال                          | فجر سپاسی                        | مهند مهدی النداوی (صنعت نفت)                    | ۱۵                               | [ ۲ ] [ ۲۹ ] |
| ۸۰–۱۳۷۹       | استقلال (۵)                      | پرسپولیس                         | سایپا                            | علی سامره (استقلال تهران) رضا صاحبی (ذوب‌آهن)    | ۱۴                               | [ ۲ ] [ ۳۰ ] |
| جام خلیج فارس |                                  |                                  |                                  |                                                 |                                  |              |
| ۸۱–۱۳۸۰       | پرسپولیس (۸)                     | استقلال                          | فولاد                            | غلام‌رضا عنایتی (ابومسلم)                        | ۱۷                               | [ ۲ ] [ ۳۱ ] |
| ۸۲–۱۳۸۱       | سپاهان (۱)                       | پاس                              | پرسپولیس                         | ادموند بزیک (سپاهان)                            | ۱۳                               | [ ۲ ] [ ۱۰ ] |
| ۸۳–۱۳۸۲       | پاس (۵)                          | استقلال                          | فولاد                            | علی دایی (پرسپولیس)                             | ۱۶                               | [ ۲ ] [ ۱۰ ] |
| ۸۴–۱۳۸۳       | فولاد (۱)                        | ذوب‌آهن                           | استقلال                          | غلام‌رضا عنایتی (استقلال تهران)                  | ۲۰                               | [ ۲ ] [ ۱۰ ] |
| ۸۵–۱۳۸۴       | استقلال (۶)                      | پاس                              | سایپا                            | غلام‌رضا عنایتی (استقلال تهران)                  | ۲۱                               | [ ۲ ] [ ۱۰ ] |
| ۸۶–۱۳۸۵       | سایپا (۳)                        | استقلال اهواز                    | پرسپولیس                         | عرفان اولروم (ابومسلم) مهدی رجب‌زاده (ذوب‌آهن)    | ۱۷                               | [ ۲ ] [ ۱۰ ] |
| ۸۷–۱۳۸۶       | پرسپولیس (۹)                     | سپاهان                           | صبا                              | محسن خلیلی (پرسپولیس) هادی اصغری (راه‌آهن)       | ۱۸                               | [ ۲ ] [ ۳۲ ] |
| ۸۸–۱۳۸۷       | استقلال (۷)                      | ذوب‌آهن                           | مس کرمان                         | آرش برهانی (استقلال تهران)                      | ۲۱                               | [ ۲ ] [ ۳۲ ] |
| ۸۹–۱۳۸۸       | سپاهان (۲)                       | ذوب‌آهن                           | استقلال                          | عماد رضا (سپاهان)                               | ۱۹                               | [ ۲ ] [ ۳۲ ] |
| ۹۰–۱۳۸۹       | سپاهان (۳)                       | استقلال                          | ذوب‌آهن                           | رضا نوروزی (فولاد)                              | ۲۴                               | [ ۲ ] [ ۳۲ ] |
| ۹۱–۱۳۹۰       | سپاهان (۴)                       | تراکتورسازی                      | استقلال                          | کریم انصاری‌فرد (سایپا)                          | ۲۱                               | [ ۲ ] [ ۳۲ ] |
| ۹۲–۱۳۹۱       | استقلال (۸)                      | تراکتورسازی                      | سپاهان                           | سید جلال رافخایی (ملوان)                        | ۱۹                               | [ ۲ ] [ ۳۲ ] |
| ۹۳–۱۳۹۲       | فولاد (۲)                        | پرسپولیس                         | نفت تهران                        | کریم انصاری‌فرد (تراکتور)                        | ۱۴                               | [ ۲ ] [ ۳۲ ] |
| ۹۴–۱۳۹۳       | سپاهان (۵)                       | تراکتورسازی                      | نفت تهران                        | ادینیو (تراکتور)                                | ۲۰                               | [ ۲ ] [ ۳۲ ] |
| ۹۵–۱۳۹۴       | استقلال خوزستان (۱)              | پرسپولیس                         | استقلال                          | مهدی طارمی (پرسپولیس)                           | ۱۶                               | [ ۲ ] [ ۳۲ ] |
| ۹۶–۱۳۹۵       | پرسپولیس (۱۰)                    | استقلال                          | تراکتورسازی                      | مهدی طارمی (پرسپولیس)                           | ۱۸                               | [ ۲ ] [ ۳۲ ] |
| ۹۷–۱۳۹۶       | پرسپولیس (۱۱)                    | ذوب‌آهن                           | استقلال                          | علی علیپور (پرسپولیس)                           | ۱۹                               | [ ۲ ] [ ۳۳ ] |
| ۹۸–۱۳۹۷       | پرسپولیس (۱۲)                    | سپاهان                           | استقلال                          | کیروس استنلی (سپاهان) شیمبا (فولاد)             | ۱۶                               |              |
| ۹۹–۱۳۹۸       | پرسپولیس (۱۳)                    | استقلال                          | فولاد                            | شیخ دیاباته (استقلال تهران)                     | ۱۵                               |              |
| ۰۰–۱۳۹۹       | پرسپولیس (۱۴)                    | سپاهان                           | استقلال                          | سجاد شهباز زاده (سپاهان)                        | ۲۰                               |              |
| ۰۱–۱۴۰۰       | استقلال (۹)                      | پرسپولیس                         | سپاهان                           | گادوین منشا (مس رفسنجان)                        | ۱۴                               |              |
| ۰۲–۱۴۰۱       | پرسپولیس (۱۵)                    | سپاهان                           | استقلال                          | شهریار مغانلو (سپاهان)                          | ۱۳                               |              |
| ۰۳–۱۴۰۲       | پرسپولیس (۱۶)                    | استقلال                          | سپاهان                           | شهریار مغانلو (سپاهان)                          | ۱۶                               |              |
| ۰۴–۱۴۰۳       | تراکتور (۱)                      | سپاهان                           | پرسپولیس                         | امیرحسین حسین‌زاده (تراکتور)                     | ۱۴                               | [ ۳۴ ]       |

## جشن قهرمانی

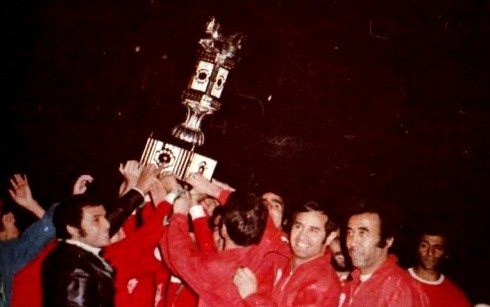
قهرمانی پرسپولیس در جام تخت جمشید ۱۳۵۲
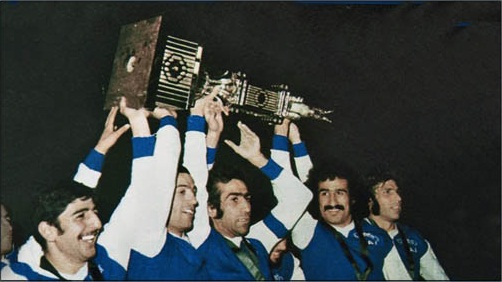
قهرمانی تاج در جام تخت جمشید ۱۳۵۳
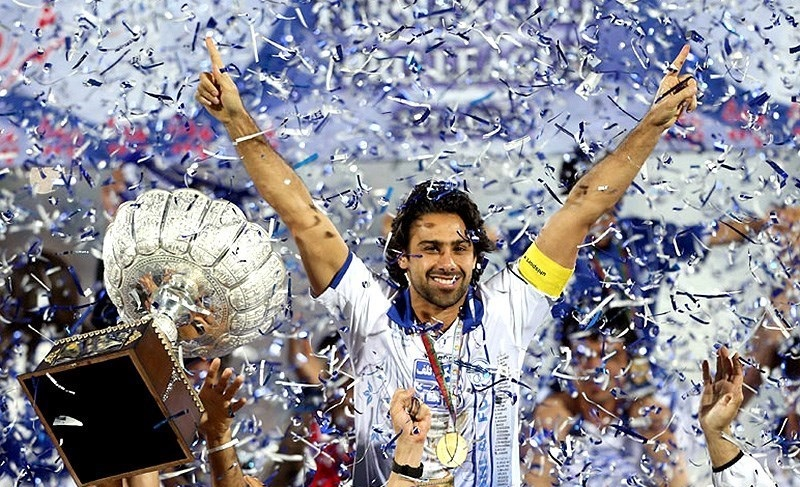
قهرمانی استقلال در لیگ برتر ۹۲–۱۳۹۱
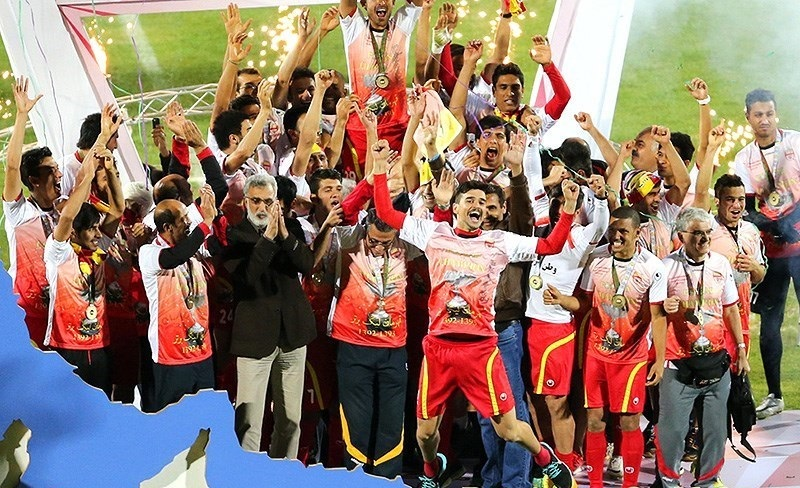
قهرمانی فولاد در لیگ برتر ۹۳–۱۳۹۲
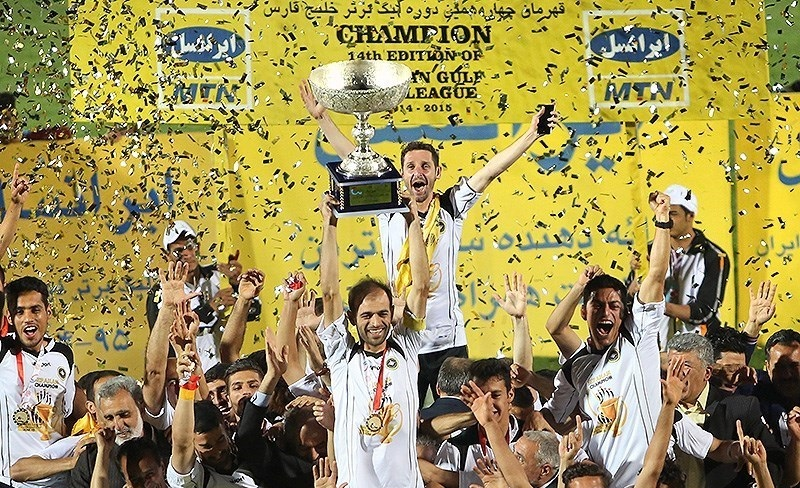
قهرمانی سپاهان در لیگ برتر ۹۴–۱۳۹۳
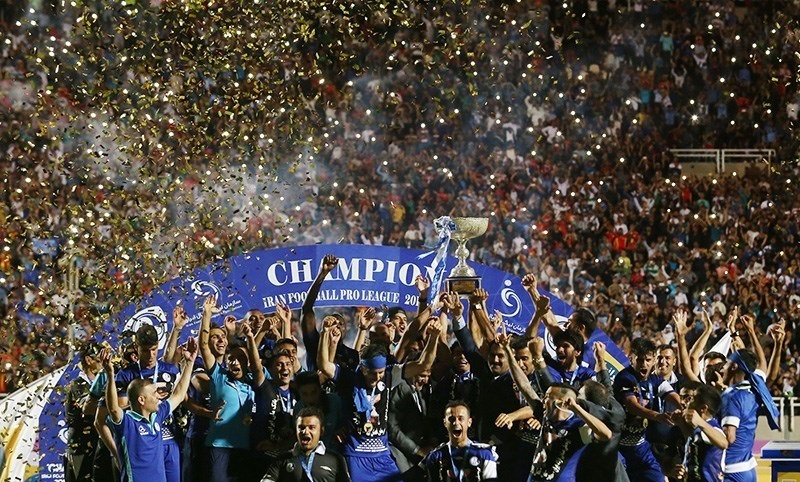
قهرمانی استقلال خوزستان در لیگ برتر ۹۵–۱۳۹۴
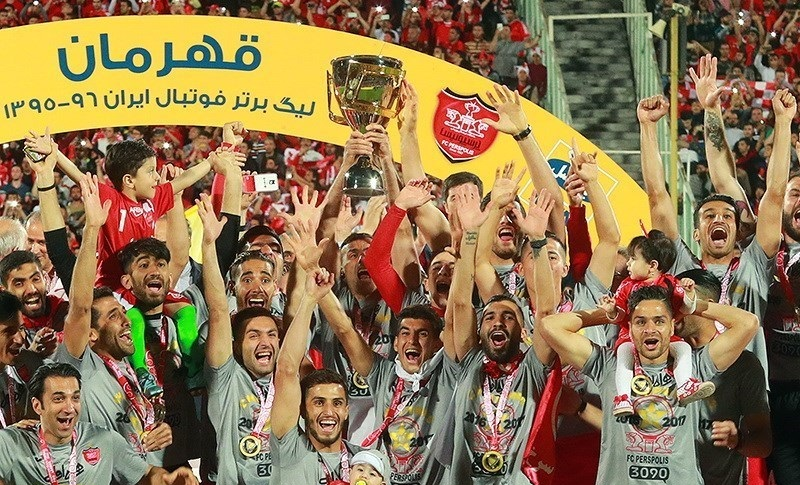
قهرمانی پرسپولیس در لیگ برتر ۹۶–۱۳۹۵
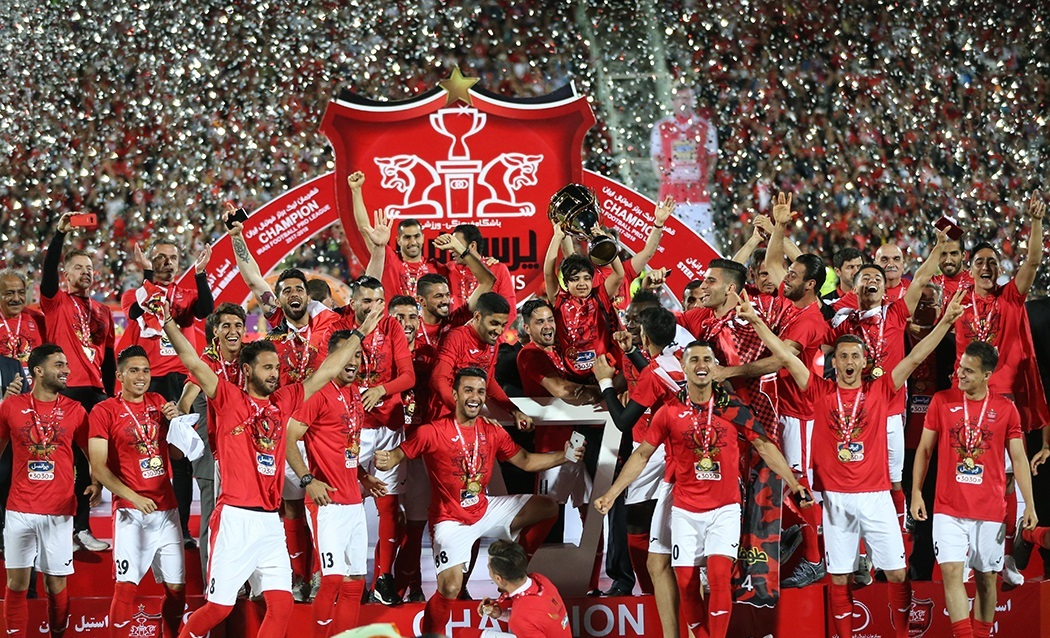
قهرمانی پرسپولیس در لیگ برتر ۹۷–۱۳۹۶
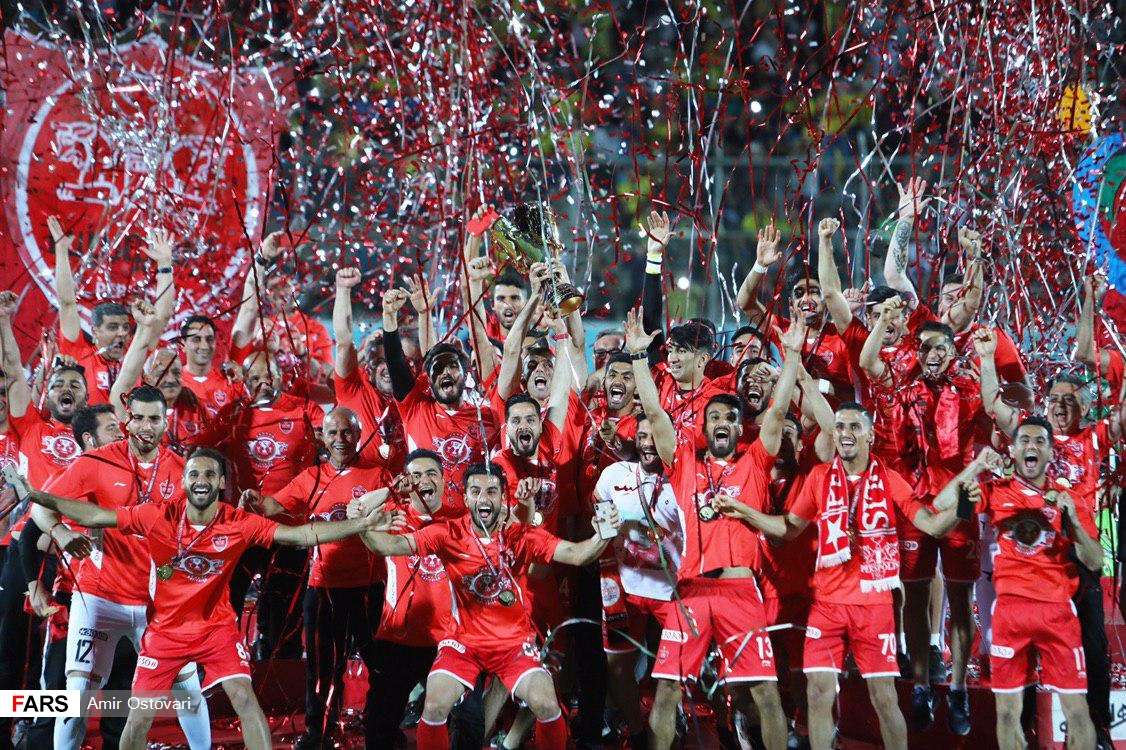
قهرمانی پرسپولیس در لیگ برتر ۹۸–۱۳۹۷
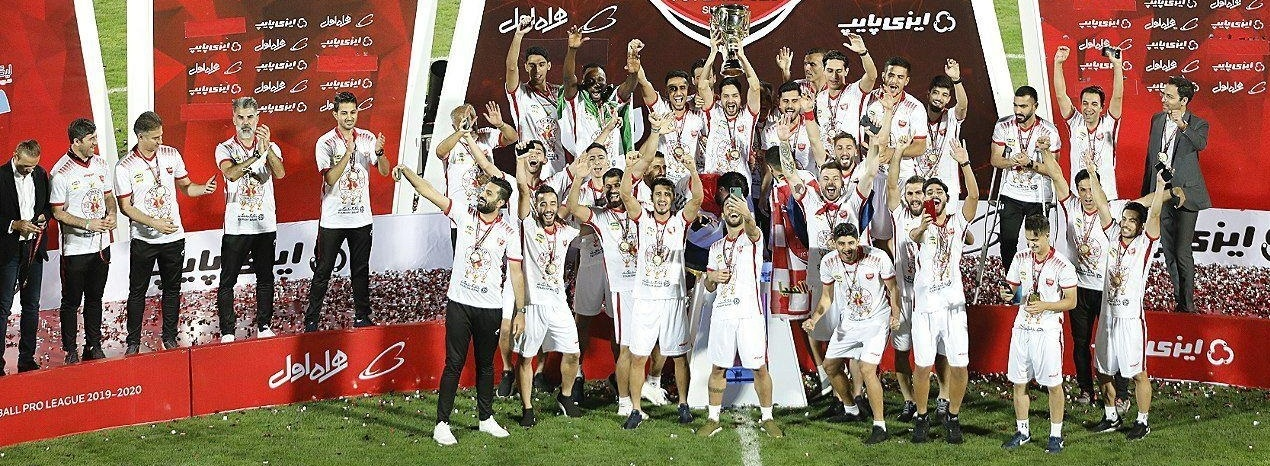
قهرمانی پرسپولیس در لیگ برتر ۹۹–۱۳۹۸
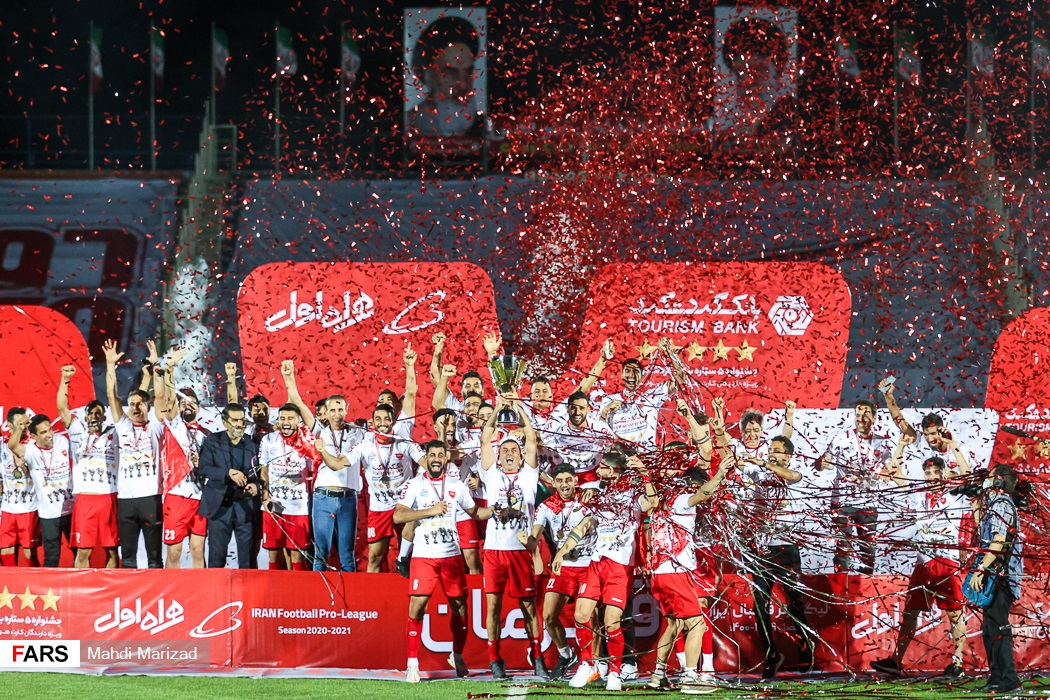
قهرمانی پرسپولیس در لیگ برتر ۰۰–۱۳۹۹
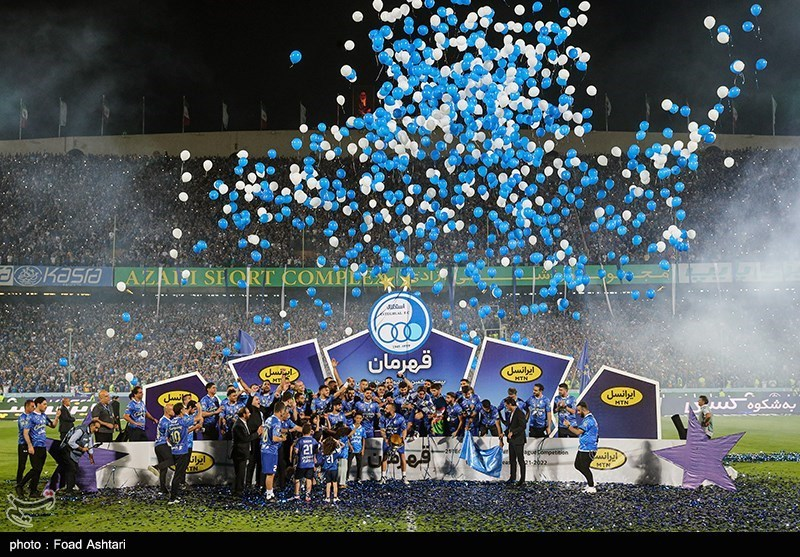
قهرمانی استقلال تهران در لیگ برتر ۰۱–۱۴۰۰
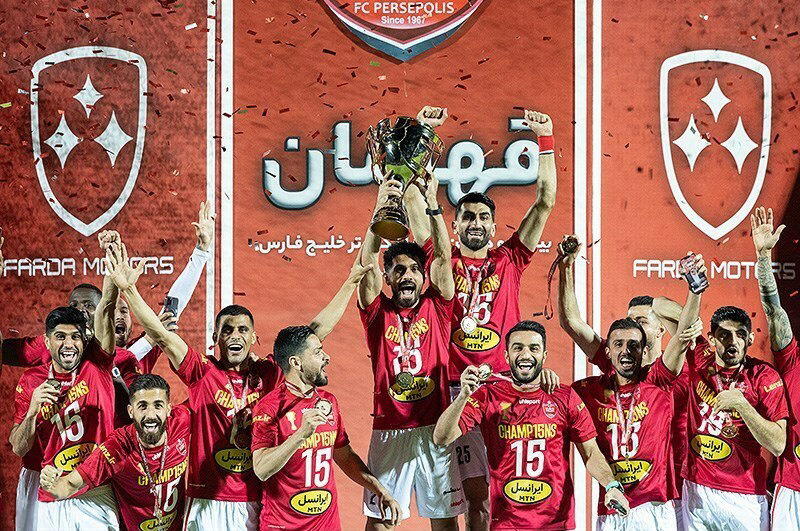
قهرمانی پرسپولیس در لیگ برتر فوتبال ایران ۰۲–۱۴۰۱
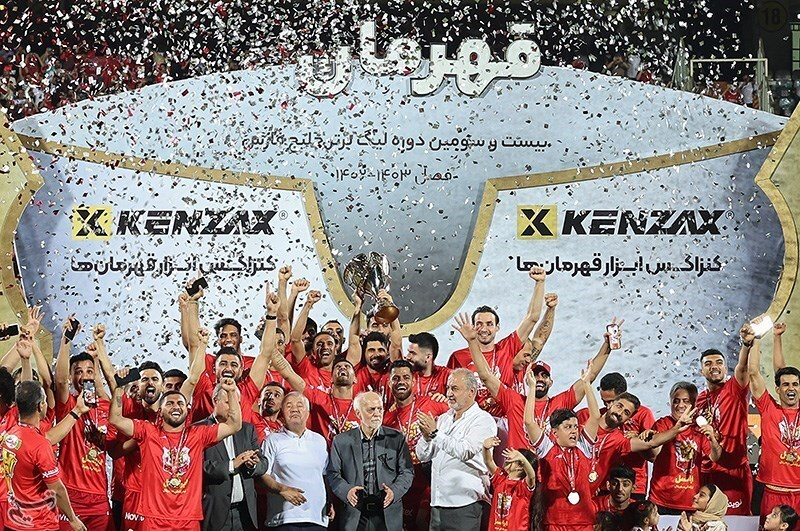
قهرمانی پرسپولیس در لیگ برتر فوتبال ایران ۰۳–۱۴۰۲
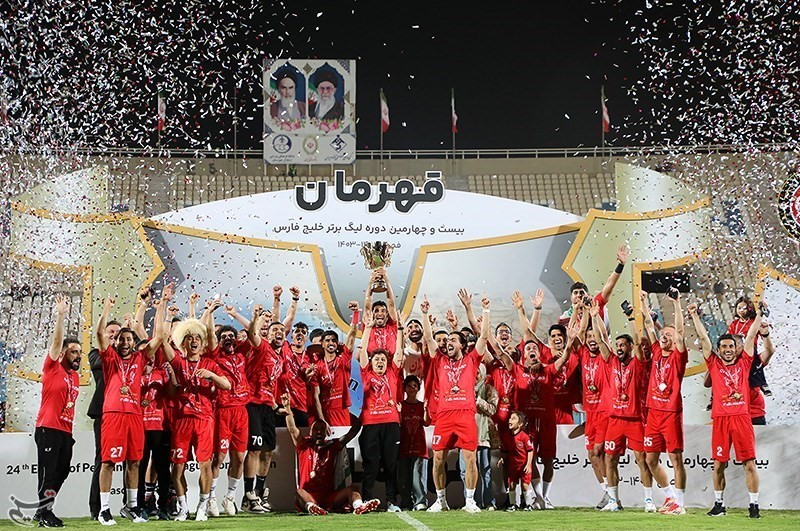
قهرمانی تراکتور
 در لیگ برتر فوتبال ایران ۰۴–۱۴۰۳

## آمار
سهم هر باشگاه از قهرمانی‌ها:
| باشگاه          | قهرمانی | نایب قهرمانی | فصل‌های قهرمانی | قهرمانی متوالی (دوره)  |
| --------------- | ------- | ------------ | --- | ---------------------- |
| پرسپولیس        | ۱۶      | ۱۰           | ۱۳۵۰، ۱۳۵۲، ۱۳۵۴، ۱۳۷۴، ۱۳۷۵، ۷۸–۱۳۷۷، ۷۹–۱۳۷۸، ۸۱–۱۳۸۰،‏ ۸۷–۱۳۸۶، ۹۶–۱۳۹۵، ۹۷–۱۳۹۶، ۹۸–۱۳۹۷، ۹۹–۱۳۹۸، ۰۰–۱۳۹۹، ۰۲–۱۴۰۱، ۰۳–۱۴۰۲ | دو (۴ بار) پنج (۱ بار) |
| استقلال تهران   | ۹       | ۱۱           | ۱۳۴۹، ۱۳۵۳، ۶۹–۱۳۶۸، ۱۳۷۶، ۸۰–۱۳۷۹،‏ ۸۵–۱۳۸۴،‏ ۸۸–۱۳۸۷،‏ ۹۲–۱۳۹۱، ۰۱–۱۴۰۰                                                          |                        |
| پاس             | ۵       | ۵            | ۱۳۵۵، ۱۳۵۶، ۱۳۷۰، ۱۳۷۱، ۸۳–۱۳۸۲                                                                                                 | دو (۲ بار)             |
| سپاهان          | ۵       | ۵            | ۸۲–۱۳۸۱،‏ ۸۹–۱۳۸۸،‏ ۹۰–۱۳۸۹،‏ ۹۱–۱۳۹۰،‏ ۹۴–۱۳۹۳                                                                                     | سه (۱ بار)             |
| سایپا           | ۳       | ۰            | ۱۳۷۲، ۱۳۷۳، ۸۶–۱۳۸۵ | دو (۱ بار)             |
| فولاد           | ۲       | ۰            | ۸۴–۱۳۸۳،‏ ۹۳–۱۳۹۲ |                        |
| تراکتور         | ۱       | ۳            | ۰۴–۱۴۰۳ |                        |
| استقلال خوزستان | ۱       | ۰            | ۹۵–۱۳۹۴ |                        |
| منبع            |         |              | |                        |

### بر پایه
| شهر            |    |                                                      |
| تهران          | ۳۲ | پرسپولیس (۱۶)، استقلال تهران (۹)، پاس (۵)، سایپا (۲) |
| اصفهان         | ۵  | سپاهان (۵)                                           |
| اهواز          | ۳  | فولاد (۲)، استقلال خوزستان (۱)                       |
| کرج            | ۱  | سایپا (۱)                                            |
| تبریز          | ۱  | تراکتور (۱)                                          |
| منبع           |    |                                                      |
| استان          |    |                                                      |
| تهران          | ۳۳ | پرسپولیس (۱۶)، استقلال تهران (۹)، پاس (۵)، سایپا (۳) |
| اصفهان         | ۵  | سپاهان (۵)                                           |
| خوزستان        | ۳  | فولاد (۲)، استقلال خوزستان (۱)                       |
| آذربایجان شرقی | ۱  | تراکتور (۱)                                          |
| منبع           |    |                                                      |

## یادکردها
1. ↑  محمّدنبی، ۱۰۲.
2. 1 2 3 4 5 6 7 8 9 10 11 12 13 14 15 16 17 18 19 20 21 22 23 24 25 26 27 28 29 30 31 32 33 34 35 36 37 38 39 40 41 42 43 44 45 46  Naraghi.
3. 1 2  محمّدنبی، ۹۳.
4. ↑  "فهرست افتخارات باشگاه فوتبال استقلال تهران". ویکی‌پدیا، دانشنامهٔ آزاد. 2025-06-01.
5. ↑  "فهرست افتخارات باشگاه فوتبال پرسپولیس". ویکی‌پدیا، دانشنامهٔ آزاد. 2025-06-04.
6. 1 2 3 4 5 6  محمّدنبی، ۹۶.
7. 1 2 3 4 5  Chehabi.
8. 1 2 3 4 5 6 7  محمّدنبی، ۹۷.
9. ↑  محمّدنبی، ۹۸.
10. 1 2 3 4 5 6  Niqui & Zarei.
11. ↑  صداقت، ۸۷.
12. ↑  صداقت، ۸۹.
13. ↑  صداقت، ۹۰.
14. ↑  صداقت، ۹۱.
15. ↑  صداقت، ۹۲.
16. ↑  صداقت، ۹۳.
17. ↑  صداقت، ۹۴.
18. ↑  صداقت، ۱۰۲.
19. ↑  صداقت، ۱۰۷.
20. ↑  «قهرمانان لیگ از آغاز تا کنون». سایت تبیان. ۲۳ شهریور ۱۳۸۳. دریافت‌شده در ۲۹ اسفند ۱۳۹۸.
21. ↑  صداقت، ۱۰۸.
22. ↑  صداقت، ۱۱۰.
23. ↑  «پرسپولیس بهترین تیم تاریخ، سپاهان برترین تیم لیگ/ یک آبی در صدر». خبرگزاری مهر. ۲۰۱۵-۰۷-۲۹. بایگانی‌شده از روی نسخه اصلی در ۱۱ نوامبر ۲۰۱۸. دریافت‌شده در ۲۰۱۸-۱۱-۱۱.
24. ↑  صداقت، ۱۱۲.
25. ↑  صداقت، ۱۱۳.
26. ↑  صداقت، ۱۱۴.
27. ↑  صداقت، ۱۱۵.
28. ↑  صداقت، ۱۱۶.
29. ↑  صداقت، ۱۱۷.
30. ↑  صداقت، ۱۱۸.
31. ↑  صداقت، ۱۱۹.
32. 1 2 3 4 5 6 7 8 9 10  همشهری آنلاین.
33. ↑  fc-perspolis. «باشگاه فرهنگی ورزشی پرسپولیس – هفته 27 لیگ برتر؛ پدیده صفر - پرسپولیس صفر». fc-perspolis.com. بایگانی‌شده از اصلی در ۲۸ ژانویه ۲۰۱۹. دریافت‌شده در ۲۰۱۸-۰۴-۰۷.
34. ↑  «تراکتوری‌ها رکورد گینس را شکستند/ حضور تاریخی بانوان تراکتوری در ورزشگاه». ایسنا. دریافت‌شده در ۲۵ اردیبهشت ۱۴۰۴.